# Schloss Svaneholm

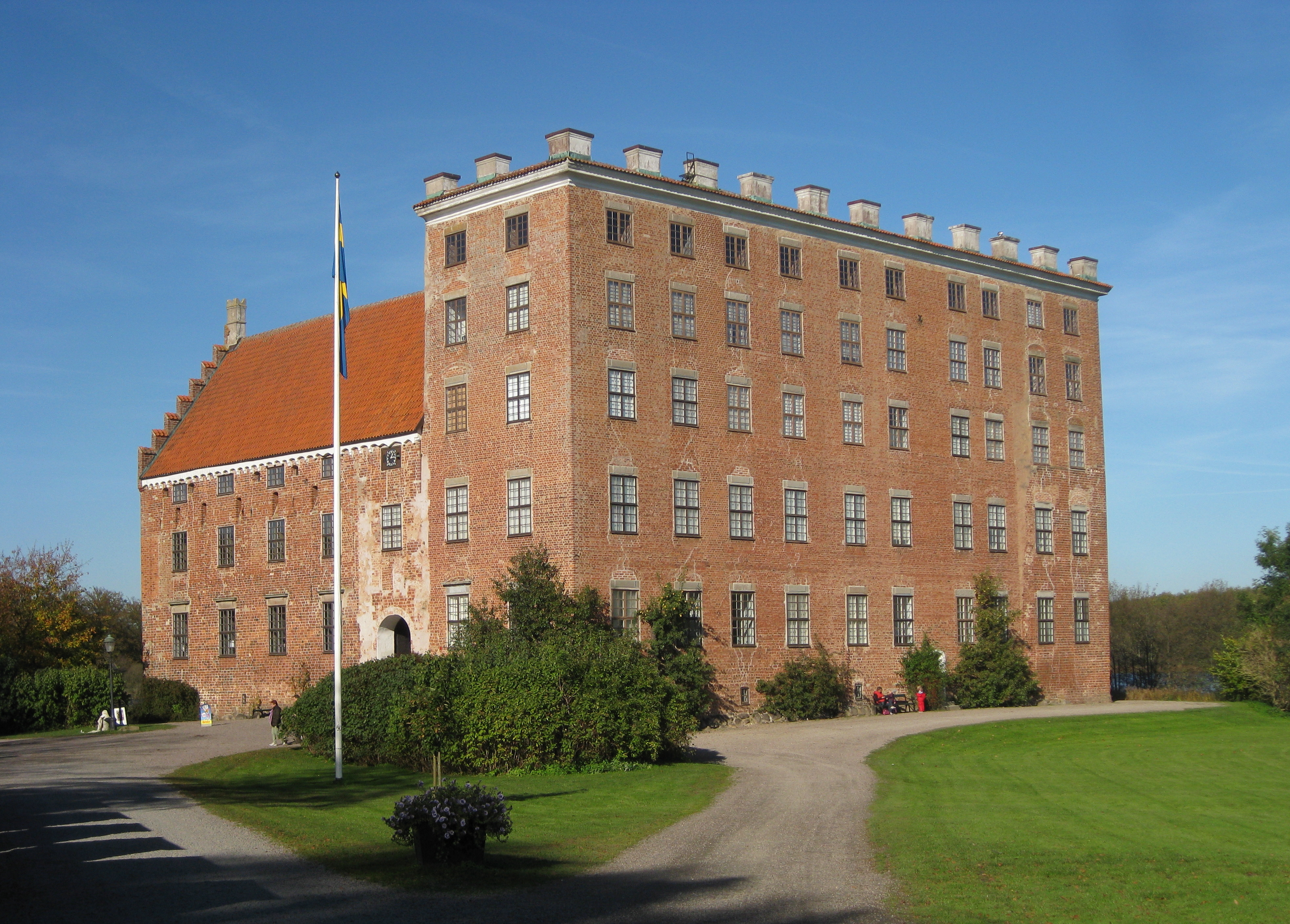
Schloss Svaneholm

Schloss Svaneholm steht in Skurup etwa 40 Kilometer östlich der schwedischen Stadt Malmö in der Provinz Schonen.
Um 1530 wurde unter Mourids Jespen Sparre eine Burg aus Ziegelsteinen auf einer Insel im Svaneholmssjö errichtet. Kurze Zeit später wurde sie im Renaissancestil ausgebaut. Ende des 17. Jahrhunderts ließ Axel Gyllenstierna den Ostflügel aufstocken und im Stil des italienischen Barock umbauen. Danach wurden keine größeren Veränderungen mehr vorgenommen, lediglich der das Schloss umgebende Wallgraben wurde im 19. Jahrhundert zugeschüttet.
Nach dem Tod des letzten Besitzers im Jahr 1935 kaufte der Heimatverein das Schloss. Es steht seit 1968 als Byggnadsminne unter Denkmalschutz. Heute beherbergt es ein Museum und ein Restaurant.